# Käringasjön (Asige socken, Halland)
Käringasjön är en sjö i Falkenbergs kommun i Halland och ingår i Suseåns huvudavrinningsområde. Sjön är 8,3 meter djup, har en yta på 0,0784 kvadratkilometer och är belägen 67,5 meter över havet. Vid provfiske har abborre, gädda och mört fångats i sjön.

## Delavrinningsområde
Käringasjön ingår i det delavrinningsområde (630955-131247) som SMHI kallar för Mynnar i Suseån. Medelhöjden är 53 meter över havet och ytan är 9,92 kvadratkilometer. Det finns inga avrinningsområden uppströms utan avrinningsområdet är högsta punkten. Vattendraget som avvattnar avrinningsområdet har biflödesordning 2, vilket innebär att vattnet flödar genom totalt 2 vattendrag innan det når havet efter 17 kilometer. Avrinningsområdet består mestadels av skog (31 procent) och jordbruk (55 procent). Avrinningsområdet har 0,08 kvadratkilometer vattenytor vilket ger det en sjöprocent på 0,8 procent. Bebyggelsen i området täcker en yta av 0,33 kvadratkilometer eller 3 procent av avrinningsområdet.